# Epifaniusz (biskup koptyjski)
Epifaniusz (ur. 27 czerwca 1954 w Tancie, zm. 29 lipca 2018 w Wadi an-Natrun) – duchowny Koptyjskiego Kościoła Ortodoksyjnego, w latach 2013-2018 opat monasteru św. Makarego, ofiara zabójstwa.

## Życiorys
Śluby zakonne złożył 21 kwietnia 1984 w monasterze św. Makarego. Święcenia kapłańskie otrzymał 17 października 2002. Sakrę otrzymał 17 marca 2012 jako opat monasteru św. Makarego. Był zwolennikiem dialogu ekumenicznego z Kościołem katolickim.

## Śmierć
Rankiem 29 lipca 2018 roku, gdy udawał się na jutrznię poprzedzającą Mszę Świętą, został uderzony metalowym prętem w głowę, po czym zmarł. Sprawcą okazał się mnich Izajasz, który po tym wydarzeniu został usunięty ze stanu zakonnego, a sąd skazał go wraz z drugim współuczestniczącym w zbrodni zakonnikiem na karę śmierci. Wyrok potwierdził Wielki Mufti Egiptu.